# Eureka (iniciativa intergubernamental)
Eureka es una iniciativa intergubernamental europea que fomenta la realización de proyectos tecnológicos en colaboración con otras entidades de la red Eureka y orientados al desarrollo de productos, procesos y/o servicios innovadores y con claro interés comercial. Su sede reside en la ciudad de Bruselas, la capital de Bélgica.
Se caracteriza por ser de financiación descentralizada, es decir, inicialmente no asume la financiación de los proyectos: de ello se encarga cada país miembro con sus entidades. A cambio, se limita a avalar los proyectos aprobados mediante un «sello de calidad» que, además de ser un elemento promocional, la hace acreedora de una financiación pública.
Eureka cuenta actualmente con 45 miembros de pleno derecho, todos ellos del ámbito europeo (cuarenta y un estados y la Unión Europea), y tres países no europeos (Canadá, Corea del Sur e Israel). Argentina, Chile, Singapur y Sudáfrica ingresaron como miembros asociados a la Red.

## Miembros
Eureka está integrada por los siguientes Estados miembros plenos:
- Albania
- Alemania
- Austria
- Bélgica
- Bosnia y Herzegovina
- Bulgaria
- Canadá
- Chipre
- Corea del Sur
- Croacia
- Dinamarca
- Eslovaquia
- Eslovenia
- España
- Estonia
- Finlandia
- Francia
- Grecia
- Hungría
- Irlanda
- Islandia
- Israel
- Italia
- Letonia
- Lituania
- Luxemburgo
- Macedonia del Norte
- Malta
- Mónaco
- Montenegro
- Noruega
- Países Bajos
- Polonia
- Portugal
- Reino Unido
- República Checa
- Rumania
- San Marino
- Serbia
- Suecia
- Suiza
- Turquía
- Ucrania
- Unión Europea

Además cuenta con los siguientes Estados miembros asociados: 
- Argentina
- Chile
- Singapur
- Sudáfrica